# أندي وون
أندي وون (بالإنجليزية: Andy Woon)‏ هو لاعب كرة قدم بريطاني في مركز الهجوم، ولد في 26 يونيو 1952 في بونكور رجيس ‏ في المملكة المتحدة. لعب مع إبسفليت يونايتد ونادي برينتفورد.